# 阿亞維里區 (堯約斯省)

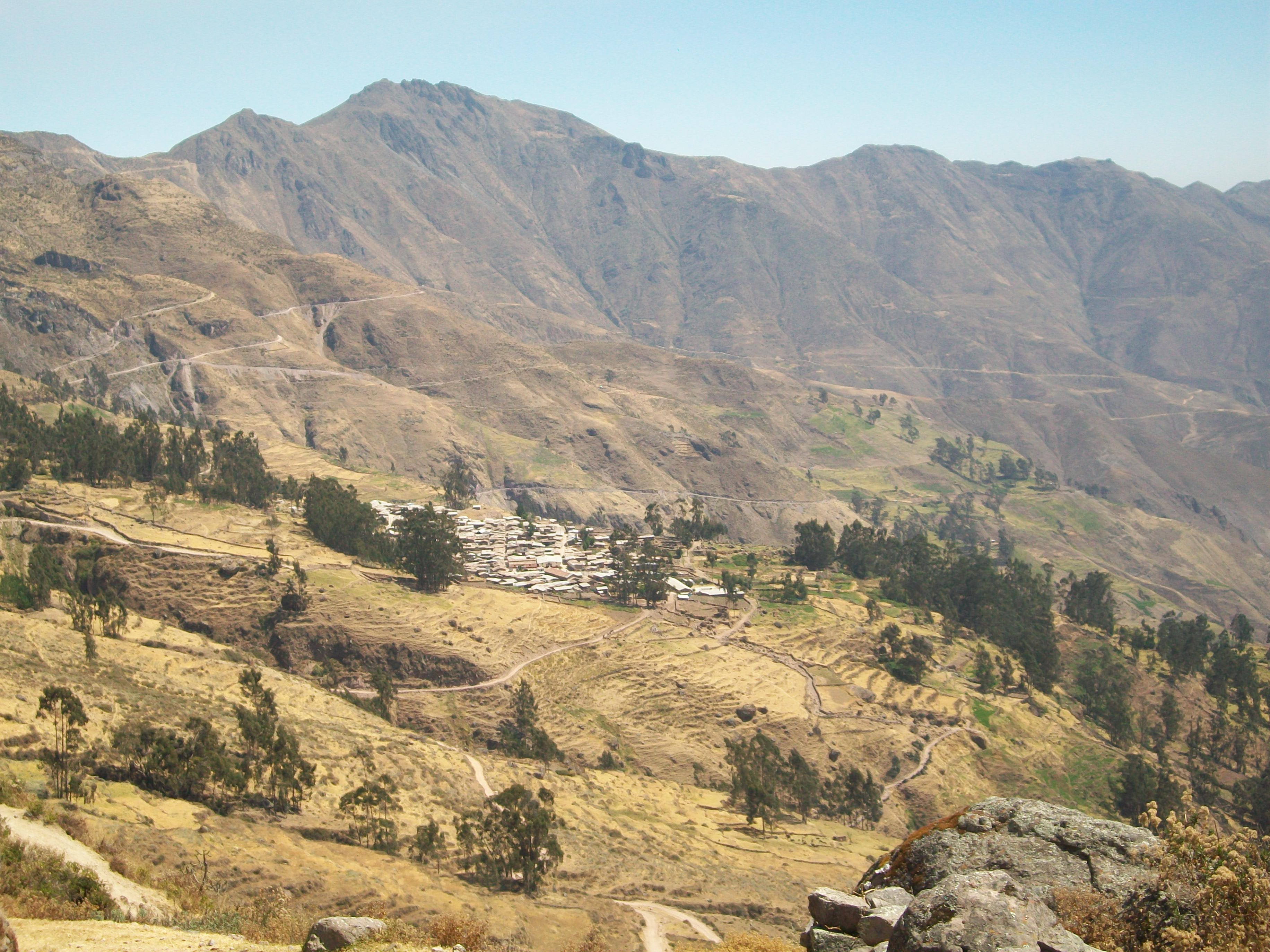

12°22′57″S 76°08′14″W / 12.3825°S 76.1373°W
阿亞維里區（西班牙語：Distrito de Ayaviri），是秘魯的一個區，位於該國中南部利馬大區的堯約斯省，面積238.8平方公里，海拔高度3,235米，2005年人口774，人口密度每平方公里3.2人。